# NGC 3621
NGC 3621 је спирална галаксија у сазвежђу Хидра која се налази на NGC листи објеката дубоког неба.
Деклинација објекта је - 32° 48' 40" а ректасцензија 11h 18m 15,8s. Привидна величина (магнитуда) објекта NGC 3621 износи 9,4 а фотографска магнитуда 10,1. Налази се на удаљености од 6,782 милиона парсека од Сунца. NGC 3621 је још познат и под ознакама ESO 377-37, MCG -5-27-8, UGCA 232, AM 1115-323, IRAS 11159-3235, PGC 34554.